# أوسكار هاريس
أوسكار هاريس (بالهولندية: Oscar Harris) هو مغني هولندي، ولد في 30 نوفمبر 1943 في ألبينا في سورينام.

## وصلات خارجية
- الموقع الرسمي
- أوسكار هاريس على موقع IMDb (الإنجليزية)
- أوسكار هاريس على موقع ميوزك برينز (الإنجليزية)
- أوسكار هاريس على موقع أول ميوزيك (الإنجليزية)
- أوسكار هاريس على موقع ديسكوغز (الإنجليزية)